# Triton (mythologie)

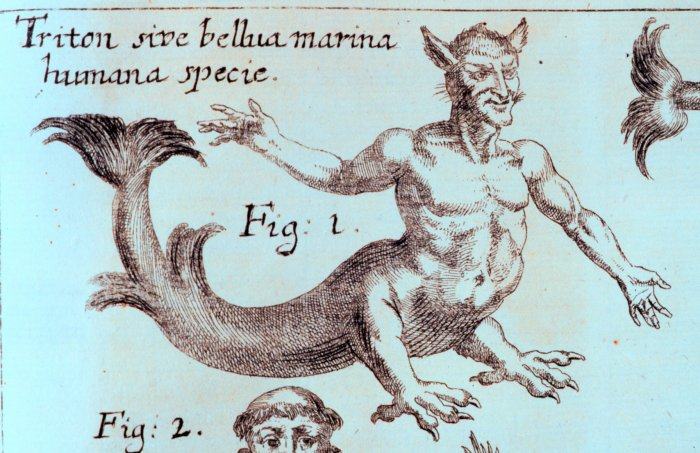
Triton

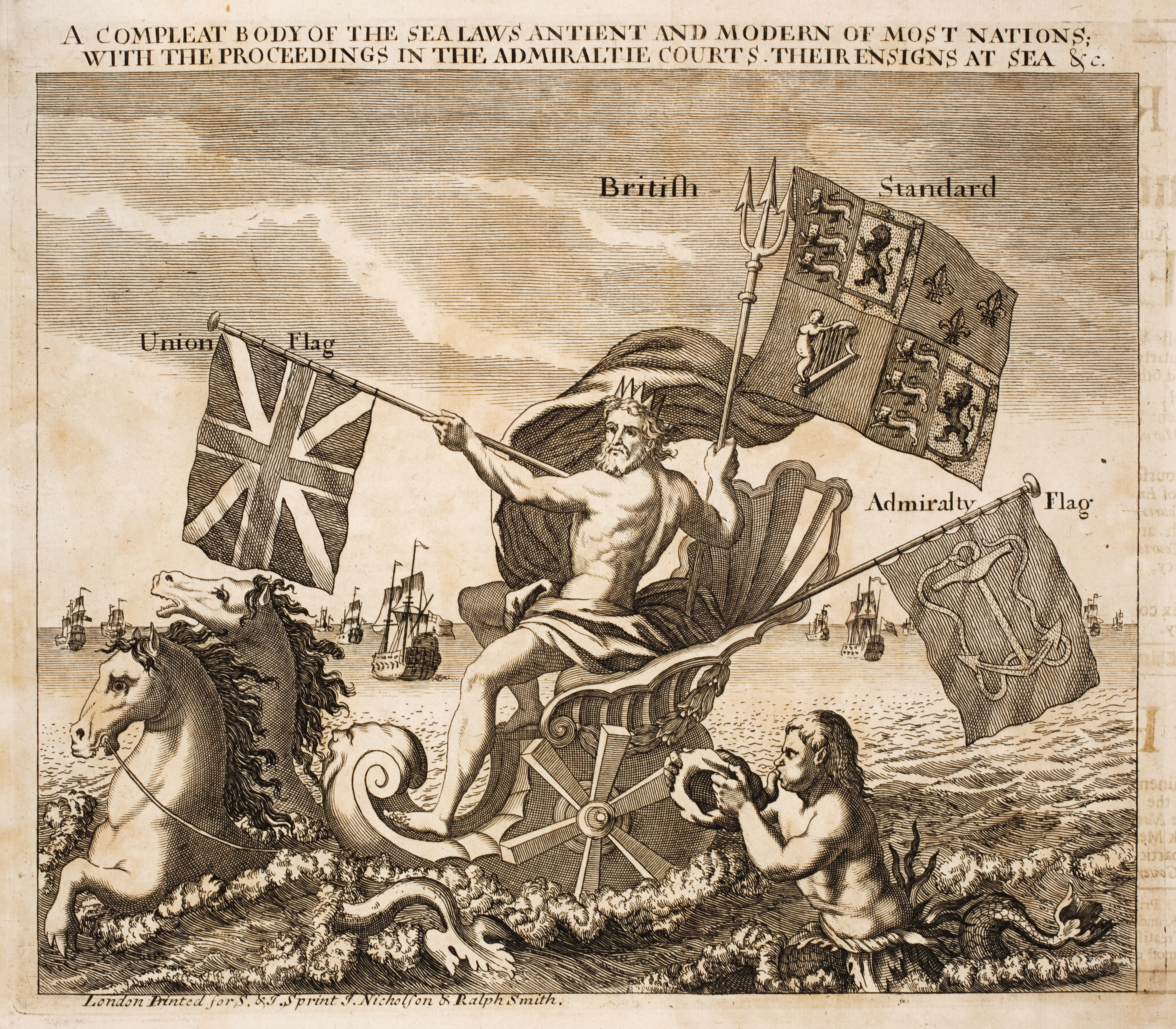
Triton blaast op een kinkhoorn. Titelpagina van Alexander Justice, Samuel Pepys en Josiah Burchett: A general treatise of the dominion of the sea, 1710

Triton (Oudgrieks: Τρίτων) is een god uit de Griekse mythologie. Triton was een zoon van Poseidon en Amphitrite en broer van Rhode, Kymopolea en Benthesikyme. Als Poseidon in een vrolijke bui was, ging hij naar het wateroppervlak met zijn vierspan. Triton, half mens, half vis reed over het water met paarden en zeemonsters en blies op de kinkhoorn om de golven te bedaren.
In de sprookjes van Hans Christian Andersen is hij de vader van de kleine zeemeermin.
Ook heeft Triton nog een bijrolletje in het Romeinse epos Aeneis.

## Griekse mythologie
Triton wordt in de Griekse mythologie meestal voorgesteld met het hoofd en de romp van een man en de staart van een vis, een meerman. Hij was een soort koning van de zee, die samen regeerde met verscheidene van zijn broers onder het waakzame oog van de zeegod, Poseidon.
Poseidon, broer van Zeus en Hades, kreeg bij de verdeling van de wereldheerschappij de zee toegewezen. Tot de begeleiders van Poseidon behoorden de Tritons. Dit waren vissen met een menselijk bovenlijf, die schuw van aard waren. Deze Tritons waren van een lagere orde dan Triton zelf.
Volgens bekende Griekse geschiedschrijvers als Herodotus en Diodorus Siculus had Triton een Libisch-Berberse achtergrond.
Naar deze Griekse godheid is de grootste maan van Neptunus vernoemd.

## Gerelateerde onderwerpen
- Meerman
- Meermin
- Triton (fabeldier)